# Public-private partnership

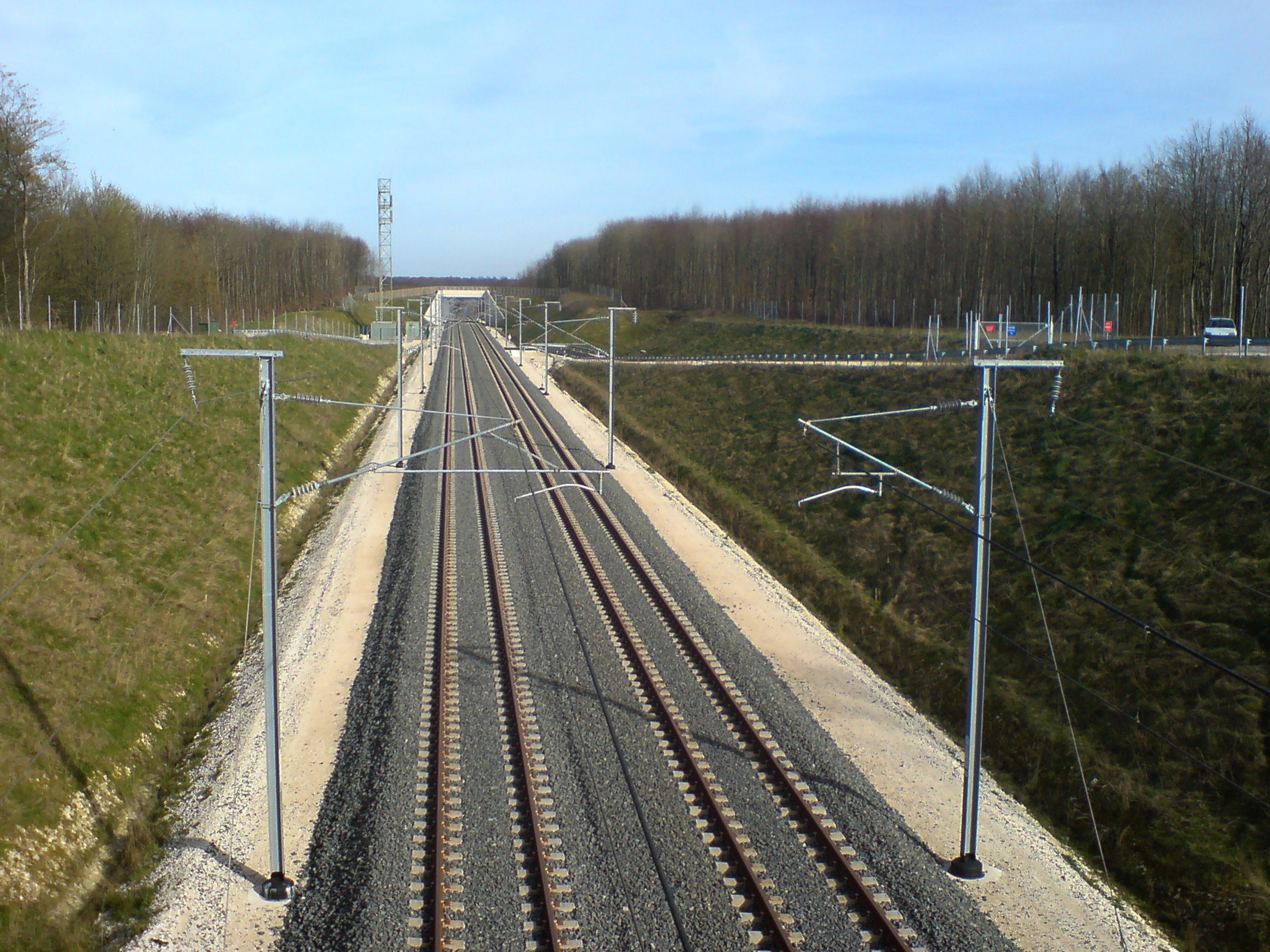
A TGV LGV Est vonala, mely szintén PPP finanszírozással épült

A public-private partnership (rövidítve: PPP) (angol kifejezés, magyarul köz- és magán-együttműködés) közfeladatoknak a közszféra és a magántőke együttműködésében történő ellátását jelenti.
A PPP a közszolgáltatások biztosításának olyan új formája, amelyben a közfeladat ellátásához szükséges létesítmények, intézmények, eszközök tervezésébe, létrehozásába, fenntartásába, finanszírozásába és üzemeltetésébe – komplex együttműködés keretében – az állam bevonja a magánszektort. A klasszikus magánfinanszírozású PPP-rendszerben mindezt egyetlen cég vagy csoport végzi el. A közszereplő vagy végfelhasználó a beruházás értékét és az üzemeltetés költségeit az üzemeltetőnek fizetett díj formájában téríti meg. Az üzemeltetési periódus végén (20-25 év) a vagyon és az üzemeltetési jogok a közszereplőre szállnak át.

## Az együttműködés gyakorlati megvalósítása
A PPP keretében a vállalkozó szolgáltatást nyújt az államnak, átvállal tőle bizonyos feladatokat, s mindezért díjat kap. Az állam megrendelőként azt határozza meg, hogy a magánvállalkozótól adott minőségű szolgáltatást mennyi ideig kívánja igénybe venni. A PPP-ben a felek – vagyis az állam és a magánszféra – a közszolgáltatás nyújtásának felelősségét és kockázatát közösen viselik, a hagyományos gyakorlattal ellentétben az állam a közszolgáltatás hosszú távú biztosítását rendeli meg a magánszférától. Ilyenkor – például egy infrastrukturális fejlesztésnél – a magántársaság felelőssége például a tervezés, a kivitelezés, a működtetés, valamint – legalább részben – a projektek finanszírozása, az állam és a szolgáltatásokat igénybe vevő intézmény pedig a díjat fizeti.
A magánszférabeli szerződő fél a megvalósításhoz általában projekttársaságot alapít, biztosítja hozzá a szükséges saját tőkéjét, a kivitelezéshez a finanszírozási forrásokat.
A felek – a közszférabeli és a magánvállalkozó partner – közötti szerződésben rögzítik az építményekkel és/vagy a szolgáltatás színvonalával és mennyiségével kapcsolatos állami elvárásokat, valamint az állam által fizetendő díj összegét, illetve annak ütemezését. A projekttársaság a szolgáltatási díjból fedezi az üzemeltetés költségeit, hitelkötelezettségeit, a fennmaradó rész a beruházásban részt vevő befektető által realizálható hozam.
A felek között létrejöhet hitelszerződés is, a külső források bevonásának legjellemzőbb formája a bankhitel. Ilyenkor a gyakran alkalmazott eljárás a hitelminőség javítása állami szerepvállalással, ami viszont olcsóbbá teheti a finanszírozást. A bankhitel mellett egyre inkább terjedő mód a kötvénykibocsátás, ezt különösen autópályaprojektek esetén alkalmazzák.
A PPP struktúrák fejlődése rendkívül dinamikus, szektoronként és projektenként változó konstrukciók alakultak ki, különböző szerződésrendszerek jöttek létre és ezek mindegyike egyedi jellegzetességeket mutat.

## Az elmélet célja
A PPP elmélet célja, hogy a magánszektor gazdasági hatékonyságát, projekt megvalósítási és üzemeltetési tapasztalatait, innovatív eljárásait bekapcsolja a közszolgálati feladatok ellátásába; a költségvetés kímélése, hiányának csökkentése a feladatok ellátása közben oly módon, hogy a beruházás finanszírozásának terhei hosszabb időtávon és kizárólag az előre meghatározott feltételek teljesülése esetén terheljék a költségvetést. Célja ezen túl a projekt megvalósítás során jelentkező kockázatok jelentős részének áthárítása a magánszektorra; a tisztán állami konstrukcióhoz képest összességében kedvezőbb ár-érték arány realizálása (a pénzért több érték, Public Sector Comparator). Az elmélet lényegét tehát az adja, hogy a magánszektor a piac törvényeihez igazodva profitmaximalizálásra törekszik, s ezt a hatékonyságot igyekszik átültetni a közszektorba is. Ezeket a célokat az elmélet szerint a privát szektor a szakértelme, magasabb innovatív képessége és menedzsment ismeretei révén éri el. Az állami tőkejavak kereskedelmi logikájú hasznosításából eredően magasabb szintű hozzáadott érték keletkezik. Az egész koncepció arra törekszik, hogy a felek haszna ne a másik fél kárából származzon, hanem mindkét fél „nyertes” legyen.